# Topopolis

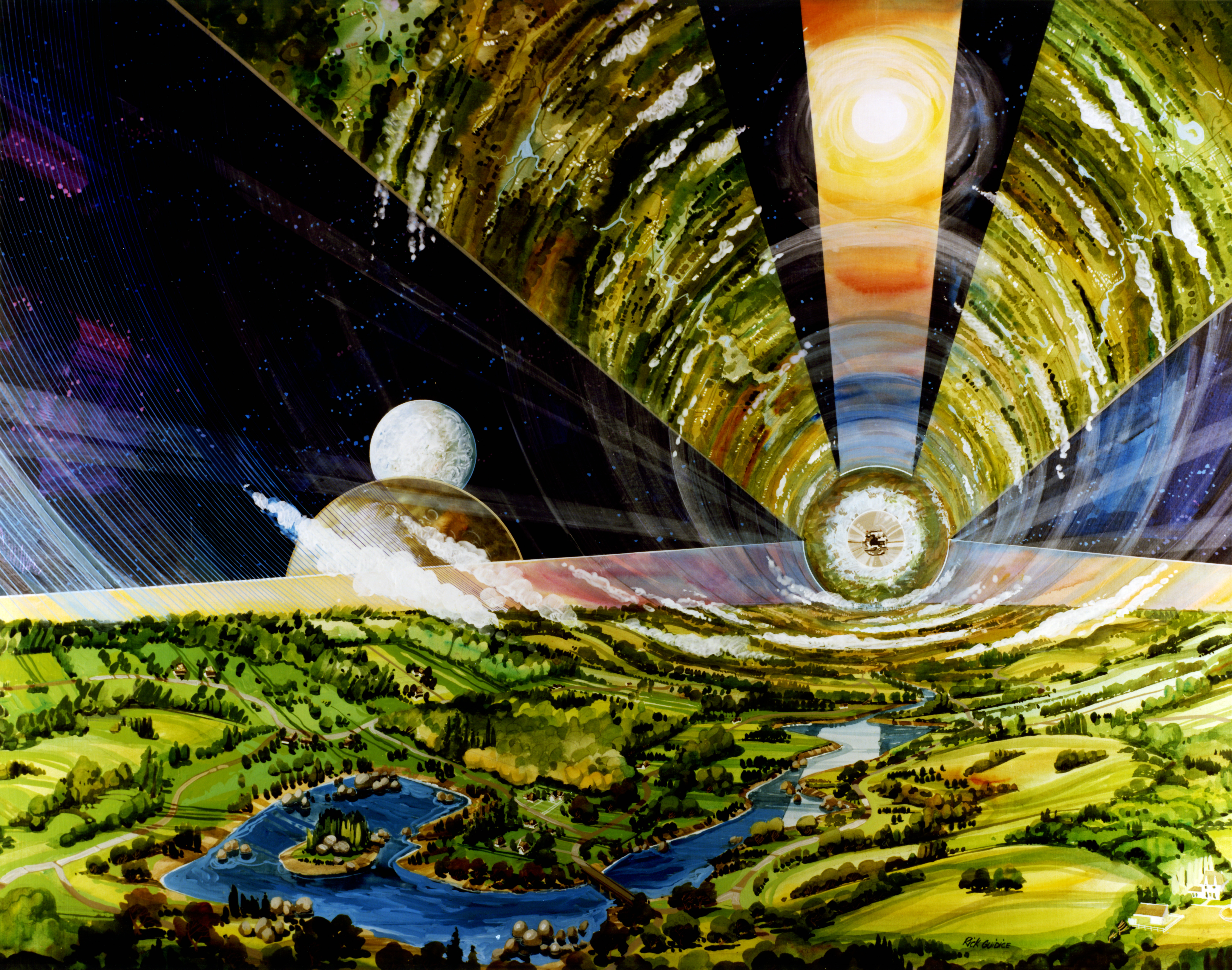
Innenansicht eines O'Neill-Zylinder-Raumhabitats, ähnlich einem kurzen Topopolis

Ein Topopolis ist ein Science-Fiction-Konzept. Das vorgeschlagene röhrenförmige Weltraumhabitat rotiert, um über die Zentrifugalkraft an der inneren Oberfläche eine künstliche Schwerkraft zu erzeugen, die sich zu einer Planetenschleife um den lokalen Stern ausdehnt.
Topopole können mehrfach um den lokalen Stern geschlungen werden, in einer geometrischen Figur, die als Torusknoten bekannt ist. Das Konzept wurde von Patrick Gunkel (1947–2017) erfunden und von Larry Niven im Roman Bigger Than Worlds (1974) erwähnt. Topopole werden auch als „kosmisches Spaghetti“ bezeichnet.
Ein Topopolis wurde mit einem O'Neill-Zylinder oder einem McKendree-Zylinder verglichen, der so verlängert wurde, dass er seinen Stern umgibt. Ein normales Topopolis wäre Hunderte von Millionen von Kilometer lang und besäße einen mindestens mehrere Kilometer großen Durchmesser. Würde ein Topopolis einen ausreichend großem Durchmesser aufweisen, könnten darin theoretisch mehrere Ebenen mit konzentrischen Zylindern installiert werden.
Es existiert ein recht gut beschriebenes Beispiel für eine Topopolis in Form einer Morthanveld-Nestwelt in dem Roman Matter von Iain M. Banks. Dieses besondere Topopolis hat seinen Systemstern viele Male in verschiedenen Geflechten umschlungen und beherbergt Billionen von weisen Bewohnern. Dieses Topopolis war so massiv, dass sich streunende Gase aus dem System allein durch die Gravitation in den großen Abständen innerhalb der Geflechte sammelten und eine leichte Atmosphäre zwischen den Strängen erzeugten, die der Autor als „Dunst“ beschreibt.
Ein weiteres gut beschriebenes Beispiel für Topopolis findet sich in dem Roman Heaven's River von Dennis E. Taylor.

## In der Populärkultur
- Im Film Interstellar von 2014 ist die Cooper Station als zylindrisches Weltraumhabitat zu sehen, das den Saturn umkreist, ähnlich einem kurzen Topopolis.
- Im Buch Heaven's River aus dem Jahr 2020 der Bobiverse-Reihe von Dennis E. Taylor ist eine außerirdische Zivilisation zu sehen, die ein Topopolis bewohnt.